# Список космических запусков СССР в 1975 году
Список космических запусков СССР в 1975 году
| Дата        | Ракета-носитель | Полезная нагрузка (тип)                 | Космодром / Стартовый комплекс | SCD/NSSDC ID                          | Результат |
| ----------- | --------------- | --------------------------------------- | ------------------------------ | ------------------------------------- | --------- |
| 10 января   | Союз            | Союз-17                                 | Байконур Пл. 1                 | 07604 / 1975-001A                     | Успех     |
| 17 января   | Восход          | Космос-702 (Зенит-2М)                   | Байконур Пл. 31                | 07606 / 1975-002A                     | Успех     |
| 21 января   | Космос-2        | Космос-703 (ДС-П1-Ю № 70)               | Плесецк 133/1                  | 07611 / 1975-003A                     | Успех     |
| 23 января   | Восход          | Космос-704 (Зенит-4МК)                  | Плесецк 41/1                   | 07617 / 1975-005A                     | Успех     |
| 28 января   | Космос-2        | Космос-705 (ДС-П1-Ю № 75)               | Плесецк 133/1                  | 07623 / 1975-006A                     | Успех     |
| 30 января   | Молния-М        | Космос-706 (Око)                        | Плесецк 41/1                   | 07625 / 1975-007A                     | Успех     |
| 5 февраля   | Космос-3М       | Космос-707 (Целина-О)                   | Плесецк 132/1                  | 07637 / 1975-008A                     | Успех     |
| 6 февраля   | Молния-М        | Молния-2-12 (Молния-2)                  | Плесецк 41/1                   | 07641 / 1975-009A                     | Успех     |
| 12 февраля  | Космос-3М       | Космос-708 (Сфера)                      | Плесецк 132/1                  | 07663 / 1975-012A                     | Успех     |
| 12 февраля  | Восход          | Космос-709 (Зенит-4МК)                  | Плесецк 41/1                   | 07664 / 1975-013A                     | Успех     |
| 26 февраля  | Восход          | Космос-710 (Зенит-4МК)                  | Байконур Пл. 31                | 07675 / 1975-015A                     | Успех     |
| 28 февраля  | Космос-3М       | Космос-711 — Космос-718 (Стрела-1М)     | Плесецк 132/2                  | 07678 / 1975-016A — 07685 / 1975-016H | Успех     |
| 12 марта    | Восход          | Космос-719 (Зенит-4МК)                  | Байконур Пл. 31                | 07691 / 1975-018A                     | Успех     |
| 21 марта    | Союз-У          | Космос-720 (Орион)                      | Плесецк 43/3                   | 07696 / 1975-019A                     | Успех     |
| 26 марта    | Восход          | Космос-721 (Зенит-2М)                   | Плесецк 41/1                   | 07709 / 1975-020A                     | Успех     |
| 27 марта    | Восход          | Космос-722 (Зенит-4МК)                  | Байконур Пл. 31                | 07709 / 1975-021A                     | Успех     |
| 27 марта    | Космос-3М       | Интеркосмос-13 (ДС-У2-ИК № 5)           | Плесецк 132/1                  | 07710 / 1975-022A                     | Успех     |
| 1 апреля    | Восток-2М       | Метеор-1-21 (Метеор-МВ)                 | Плесецк 41/1                   | 07714 / 1975-023A                     | Успех     |
| 2 апреля    | Циклон-2        | Космос-723 (УС-А)                       | Байконур 90/20                 | 07718 / 1975-024A                     | Успех     |
| 5 апреля    | Союз            | Союз-7К-Т                               | Байконур Пл. 1                 |                                       | Неудача   |
| 7 апреля    | Циклон-2        | Космос-724 (УС-А)                       | Байконур 90/20                 | 07727 / 1975-025A                     | Успех     |
| 8 апреля    | Космос-2        | Космос-725 (ДС-П1-Ю № 77)               | Плесецк 133/1                  | 07730 / 1975-026A                     | Успех     |
| 11 апреля   | Космос-3М       | Космос-726 (Парус)                      | Плесецк 132/1                  | 07736 / 1975-028A                     | Успех     |
| 14 апреля   | Молния-М        | Молния-3-02 (Молния-3)                  | Плесецк 41/1                   | 07738 / 1975-029A                     | Успех     |
| 16 апреля   | Союз-У          | Космос-727 (Зенит-4МК)                  | Байконур Пл. 31                | 07742 / 1975-030A                     | Успех     |
| 18 апреля   | Восход          | Космос-728 (Зенит-2М)                   | Плесецк 41/1                   | 07745 / 1975-031A                     | Успех     |
| 19 апреля   | Космос-3М       | Aryabhata-1                             | Капустин Яр 107/2              | 07752 / 1975-033A                     | Успех     |
| 22 апреля   | Космос-3М       | Космос-729 (Залив)                      | Плесецк 132/1                  | 07768 / 1975-034A                     | Успех     |
| 24 апреля   | Восход          | Космос-730 (Зенит-4МК)                  | Плесецк 43/4                   | 07770 / 1975-035A                     | Успех     |
| 29 апреля   | Молния-М        | Молния-1-29 (Молния-1+)                 | Плесецк 41/1                   | 07780 / 1975-036A                     | Успех     |
| 21 мая      | Восход          | Космос-731 (Зенит-2М)                   | Байконур Пл. 31                | 07810 / 1975-041A                     | Успех     |
| 24 мая      | Союз            | Союз-18                                 | Байконур Пл. 1                 | 07818 / 1975-044A                     | Успех     |
| 28 мая      | Космос-3М       | Космос-732 — Космос-739 (Стрела-1М)     | Плесецк 132/1                  | 07820 / 1975-045A — 07827 / 1975-045H | Успех     |
| 28 мая      | Восход          | Космос-740 (Зенит-4МК)                  | Байконур Пл. 31                | 07821 / 1975-046A                     | Успех     |
| 30 мая      | Восход          | Космос-741 (Гектор-Природа)             | Плесецк 43/3                   | 07877 / 1975-047A                     | Успех     |
| 3 июня      | Космос-3М       | ДС-У3-ИК № 5                            | Капустин Яр 107/2              |                                       | Неудача   |
| 3 июня      | Восход          | Космос-742 (Зенит-4МК)                  | Плесецк 43/3                   | 07900 / 1975-048A                     | Успех     |
| 5 июня      | Молния-М        | Молния-1-30 (Молния-1+), SRET-2 (MAC-2) | Плесецк 41/1                   | 07903 / 1975-049A, 07910 / 1975-049B  | Успех     |
| 8 июня      | Протон-К/Блок Д | Венера-9                                | Байконур 81/24                 | 07915 / 1975-050A                     | Успех     |
| 12 июня     | Союз-У          | Космос-743 (Зенит-4МК)                  | Плесецк 43/3                   | 07925 / 1975-053A                     | Успех     |
| 14 июня     | Протон-К/Блок Д | Венера-10                               | Байконур 81/24                 | 07947 / 1975-054A                     | Успех     |
| 20 июня     | Восток-2М       | Космос-744 (Целина-Д)                   | Плесецк 41/1                   | 07968 / 1975-056A                     | Успех     |
| 24 июня     | Космос-2        | Космос-745 (ДС-П1-Ю № 76)               | Плесецк 133/1                  | 07982 / 1975-058A                     | Успех     |
| 25 июня     | Восход          | Космос-746 (Зенит-4МК)                  | Плесецк 43/3                   | 07985 / 1975-059A                     | Успех     |
| 27 июня     | Восход          | Космос-747 (Зенит-2М)                   | Плесецк 41/1                   | 07990 / 1975-060A                     | Успех     |
| 3 июля      | Восход          | Космос-748 (Зенит-4МК)                  | Плесецк 41/1                   | 08006 / 1975-061A                     | Успех     |
| 4 июля      | Космос-3М       | Космос-749 (Целина-О)                   | Плесецк 132/1                  | 08009 / 1975-062A                     | Успех     |
| 8 июля      | Молния-М        | Молния-2-13 (Молния-2)                  | Плесецк 41/1                   | 08015 / 1975-063A                     | Успех     |
| 11 июля     | Восток-2М       | Метеор-2-01 (Метеор-2)                  | Плесецк 41/1                   | 08026 / 1975-064A                     | Успех     |
| 15 июля     | Союз-У          | Союз-19                                 | Байконур Пл. 1                 | 08030 / 1975-065A                     | Успех     |
| 17 июля     | Космос-2        | Космос-750 (ДС-П1-И № 15)               | Плесецк 133/1                  | 08036 / 1975-067A                     | Успех     |
| 23 июля     | Восход          | Космос-751 (Зенит-2М)                   | Плесецк 43/3                   | 08040 / 1975-068A                     | Успех     |
| 24 июля     | Космос-3М       | Космос-752 (Вектор)                     | Плесецк 132/1                  | 08043 / 1975-069A                     | Успех     |
| 31 июля     | Восход          | Космос-753 (Зенит-4МК)                  | Плесецк 43/3                   | 08059 / 1975-071A                     | Успех     |
| 13 августа  | Восход          | Космос-754 (Зенит-4МК)                  | Байконур Пл. 31[уточнить]      | 08069 / 1975-073A                     | Успех     |
| 14 августа  | Космос-3М       | Космос-755 (Парус)                      | Плесецк 132/1                  | 08072 / 1975-074A                     | Успех     |
| 22 августа  | Восток-2М       | Космос-756 (Целина-Д)                   | Плесецк 41/1                   | 08127 / 1975-076A                     | Успех     |
| 27 августа  | Восход          | Космос-757 (Зенит-4МК)                  | Плесецк 41/1                   | 08147 / 1975-078A                     | Успех     |
| 2 сентября  | Молния-М        | Молния-1-31 (Молния-1+)                 | Плесецк 41/1                   | 08187 / 1975-079A                     | Успех     |
| 5 сентября  | Союз-У          | Космос-758 (Янтарь-2К)                  | Плесецк 43/3                   | 08191 / 1975-080A                     | Успех     |
| 9 сентября  | Молния-М        | Молния-2-14 (Молния-2)                  | Плесецк 41/1                   | 08195 / 1975-081A                     | Успех     |
| 12 сентября | Союз-У          | Космос-759 (Орион)                      | Плесецк 43/3                   | 08275 / 1975-084A                     | Успех     |
| 16 сентября | Восход          | Космос-760 (Зенит-4МК)                  | Байконур Пл. 31[уточнить]      | 08281 / 1975-085A                     | Успех     |
| 17 сентября | Космос-3М       | Космос-761 — Космос-768 (Стрела-1М)     | Плесецк 132/1                  | 08285 / 1975-086A — 08292 / 1975-086H | Успех     |
| 18 сентября | Восток-2М       | Метеор-1-22 (Метеор-МВ)                 | Плесецк 41/1                   | 08293 / 1975-087A                     | Успех     |
| 23 сентября | Восход          | Космос-769 (Зенит-2М)                   | Плесецк 41/1                   | 08322 / 1975-088A                     | Успех     |
| 24 сентября | Космос-3М       | Космос-770 (Сфера)                      | Плесецк 132/1                  | 08325 / 1975-089A                     | Успех     |
| 25 сентября | Союз-У          | Космос-771 (Фрам)                       | Плесецк 43/4                   | 08327 / 1975-090A                     | Успех     |
| 29 сентября | Союз-У          | Космос-772 (Союз 7К-С)                  | Байконур Пл. 1                 | 08338 / 1975-093A                     | Успех     |
| 30 сентября | Космос-3М       | Космос-773 (Стрела-2)                   | Плесецк 132/1                  | 08343 / 1975-094A                     | Успех     |
| 1 октября   | Восход          | Космос-774 (Зенит-4МК)                  | Байконур Пл. 31[уточнить]      | 08345 / 1975-095A                     | Успех     |
| 8 октября   | Протон-К/ДМ     | Космос-775 (Око)                        | Байконур 81/23                 | 08357 / 1975-097A                     | Успех     |
| 16 октября  | Протон-К/Блок Д | Е-8-5М                                  | Байконур 84/23                 |                                       | Неудача   |
| 17 октября  | Восход          | Космос-776 (Зенит-2М)                   | Плесецк 41/1                   | 08369 / 1975-101A                     | Успех     |
| 29 октября  | Циклон-2        | Космос-777 (УС-П)                       | Байконур 90                    | 08416 / 1975-102A                     | Успех     |
| 4 ноября    | Космос-3М       | Космос-778 (Парус)                      | Плесецк 132/1                  | 08419 / 1975-103A                     | Успех     |
| 4 ноября    | Восход          | Космос-779 (Зенит-4МК)                  | Плесецк 43/3                   | 08420 / 1975-104A                     | Успех     |
| 14 ноября   | Молния-М        | Молния-3-03 (Молния-3)                  | Плесецк 43/3                   | 08425 / 1975-105A                     | Успех     |
| 17 ноября   | Союз-У          | Союз-20                                 | Байконур Пл. 1                 | 08430 / 1975-106A                     | Успех     |
| 21 ноября   | Восход          | Космос-780 (Зенит-2М)                   | Байконур Пл. 31[уточнить]      | 08442 / 1975-108A                     | Успех     |
| 21 ноября   | Космос-3М       | Космос-781 (Целина-О)                   | Плесецк 132/1                  | 08444 / 1975-109A                     | Успех     |
| 25 ноября   | Союз-У          | Космос-782 (Бион)                       | Плесецк 43/3                   | 08450 / 1975-110A                     | Успех     |
| 28 ноября   | Космос-3М       | Космос-783 (Стрела-2)                   | Плесецк 132/1                  | 08458 / 1975-112A                     | Успех     |
| 3 декабря   | Восход          | Космос-784 (Зенит-2М)                   | Плесецк 43/3                   | 08463 / 1975-113A                     | Успех     |
| 11 декабря  | Космос-3М       | Интеркосмос-14 (ДС-У2-ИК № 6)           | Плесецк 132/1                  | 08471 / 1975-115A                     | Успех     |
| 12 декабря  | Циклон-2        | Космос-785 (УС-А)                       | Байконур 90                    | 08473 / 1975-116A                     | Успех     |
| 16 декабря  | Восход          | Космос-786 (Зенит-4МК)                  | Байконур Пл. 31[уточнить]      | 08489 / 1975-120A                     | Успех     |
| 17 декабря  | Молния-М        | Молния-2-15 (Молния-2)                  | Плесецк 43/3                   | 08492 / 1975-121A                     | Успех     |
| 19 декабря  | Космос-3М       | ИС-М                                    | Плесецк 132/1                  |                                       | Неудача   |
| 22 декабря  | Молния-М        | Прогноз-04                              | Байконур Пл. 31                | 08510 / 1975-122A                     | Успех     |
| 22 декабря  | Протон-К/ДМ     | Радуга-01 (Грань)                       | Байконур 81/24                 | 08513 / 1975-123A                     | Успех     |
| 25 декабря  | Восток-2М       | Метеор-1-23 (Метеор-МВ)                 | Плесецк                        | 08519 / 1975-124A                     | Успех     |
| 27 декабря  | Молния-М        | Молния-3-04 (Молния-3)                  | Плесецк 43/3                   | 08521 / 1975-125A                     | Успех     |

## Статистика
Количество запусков: 93
Успешных запусков: 89
| Ракета-носитель | Число стартов | Неудачи | Примечания |
| --------------- | ------------- | ------- | ---------- |
| Восход          | 28            | 0       |            |
| Союз-У          | 10            | 0       |            |
| Союз            | 3             | 1       |            |
| Космос-2        | 5             | 0       |            |
| Космос-3М       | 20            | 1       |            |
| Молния-М        | 12            | 0       |            |
| Восток-2М       | 6             | 0       |            |
| Циклон-2        | 4             | 0       |            |
| Протон-К        | 5             | 1       |            |

| Космодром   | Число стартов | Неудачи | Примечания |
| ----------- | ------------- | ------- | ---------- |
| Байконур    | 28            | 2       |            |
| Плесецк     | 63            | 1       |            |
| Капустин Яр | 2             | 1       |            |

## Прочие события
| Дата        | Событие |
| ----------- | --- |
| 12 января   | Осуществлена стыковка космического корабля «Союз-17» и орбитальной станции «Салют-4» (07591 / 1974-104A). После проверки герметичности стыковочного узла космонавты Алексей Александрович Губарев и Георгий Михайлович Гречко перешли на борт станции и приступили к выполнению программы научных исследований и экспериментов. |
| 4 февраля   | Скончался советский ученый в области механики (баллистики), председатель Комиссии по исследованию и использованию космического пространства АН СССР Анатолий Аркадьевич Благонравов. |
| 9 февраля   | Осуществлена расстыковка космического корабля «Союз-17» и орбитальной станции «Салют-4». |
| 9 февраля   | 11:03. В 110 километрах северо-восточнее города Целиноград совершил мягкую посадку спускаемый аппарат космического корабля «Союз-17». На Землю возвратились космонавты Алексей Александрович Губарев и Георгий Михайлович Гречко. Продолжительность полета составила 29 дней 13 часов 19 минут 45 секунд. |
| 12 февраля  | Президиум Верховного Совета СССР принял указы о присвоении званий Героя Советского Союза и «Летчик-космонавт СССР» Алексею Александровичу Губареву и Георгию Михайловичу Гречко. |
| 13 февраля  | Опубликовано поздравление Генерального секретаря ЦК КПСС Леонида Ильича Брежнева, Председателя Президиума Верховного Совета СССР Николая Викторовича Подгорного и Председателя Совета Министров СССР Алексея Николаевича Косыгина всем коллективам и организациям, принимавшим участие в подготовке и осуществлении полета орбитальной научной станции «Салют-4» и транспортного корабля «Союз-17», советским космонавтам Алексею Александровичу Губареву и Георгию Михайловичу Гречко с успешным выполнением 30-суточной программы исследований и завершением космического полета. |
| 5 апреля    | 11:04. Космодром Байконур, стартовый комплекс 1. Пуск ракеты-носителя «Союз 11А511», которая должна была вывести на околоземную орбиту космический корабль «Союз- 18А».На борту космического корабля находился экипаж в составе: Василий Григорьевич Лазарев, командир корабля, СССР (2-й полет в космос); Олег Григорьевич Макаров, бортинженер, СССР (2-й полет в космос). При выведении корабля на орбиту в работе бортовых систем третьей ступени РН произошел сбой, и автоматика приняла решение на аварийное отделение корабля от носителя. Разделение произошло на высоте около 150 километров над поверхностью Земли. Спуск КК на Землю произошел по баллистической траектории с большими перегрузками, достигавшими 15 g. Спускаемый аппарат корабля совершил посадку юго-западнее города Горно-Алтайск на склоне горы. После касания земной поверхности СА покатился вниз по склону и остановился только зацепившись за росшее на краю пропасти дерево. Только чудом космонавты не произвели отстрел парашюта, что и спасло их от гибели. Из СА космонавты были эвакуированы с помощью вертолета. Продолжительность полета космонавтов составила 21 минуту 27 секунд. |
| 26 мая      | Осуществлена стыковка космического корабля «Союз-18B» и орбитальной станции «Салют-4». После проверки герметичности стыковочного узла космонавты Петр Ильич Климук и Виталий Иванович Севастьянов перешли на борт орбитальной станции и приступили к выполнению программы научных исследований и экспериментов. |
| 16 июня     | Осуществлена коррекция траектории полета советской автоматической межпланетной станции «Венера-9». |
| 21 июня     | Осуществлена коррекция траектории полета советской автоматической межпланетной станции «Венера-10». |
| 17 июля     | 16:09. Осуществлена стыковка советского пилотируемого космического корабля «Союз-19» и американского пилотируемого космического корабля «Apollo CM-111». Впервые в мире на околоземной орбите произведена стыковка космических аппаратов, принадлежащих разным странам. |
| 17 июля     | Генеральный секретарь ЦК КПСС Леонид Ильич Брежнев направил приветствие экипажам кораблей «Союз-19» и «Apollo» космонавтам Алексею Архиповичу Леонову, Валерию Николаевичу Кубасову, Tомасу Стаффорду, Винсу Бранду, Дональду Слейтону в связи со знаменательным событием — стыковкой советского космического корабля «Союз- 19» и американского космического корабля «Apollo». |
| 19 июля     | 12:03. Осуществлена расстыковка советского пилотируемого корабля «Союз- 19» и американского пилотируемого космического корабля «Apollo CM- 111». Корабли разошлись на расстояние 220 метров друг от друга, после чего вновь был включен режим причаливания и в 12:34 UTC корабли осуществили повторную стыковку на околоземной орбите. В 15:26 UTC была осуществлена окончательная расстыковка кораблей. |
| 21 июля     | В 12:50:54 в 54 километрах северо-восточнее города Аркалык совершил посадку спускаемый аппарат космического корабля «Союз-19». На Землю возвратились космонавты Алексей Архипович Леонов и Валерий Николаевич Кубасов. Продолжительность полета составила 5 дней 22 часа 30 минут 51 секунда. |
| 22 июля     | Президиум Верховного Совета СССР принял указы о награждении Героев Советского Союза летчиков-космонавтов СССР Алексея Архиповича Леонова и Валерия Николаевича Кубасова орденами Ленина и второй медалью «Золотая Звезда». |
| 26 июля     | Опубликована телеграмма Генерального секретаря ЦК КПСС Леонида Ильича Брежнева президенту США Gerald FORD по случаю успешного завершения совместного полета и стыковки советского космического корабля «Союз» и американского — «Apollo». |
| 26 июля     | Осуществлена расстыковка космического корабля «Союз-18B» и орбитальной станции «Салют-4». |
| 26 июля     | 14:18. В 56 километрах северо-восточнее города Аркалык совершил мягкую посадку спускаемый аппарат космического корабля «Союз-18B». На Землю возвратились космонавты Петр Ильич Климук и Виталий Иванович Севастьянов. Продолжительность полета составила 62 дня 23 часа 20 минут 8 секунд. |
| 27 июля     | Президиум Верховного Совета СССР принял указы о награждении Героев Советского Союза летчиков-космонавтов СССР Петра Ильича Климука и Виталия Ивановича Севастьянова орденами Ленина и второй медалью «Золотая Звезда». |
| 27 июля     | Опубликовано поздравление Генерального секретаря ЦК КПСС Леонида Ильича Брежнева, Председателя Президиума Верховного Совета СССР Николая Викторовича Подгорного и Председателя Совета Министров СССР Алексея Николаевича Косыгина всем принимавшим участие в подготовке и осуществлении длительного полета орбитальной научной станции «Салют-4» и транспортного корабля «Союз-18», советским космонавтам Петру Ильичу Климуку, Виталию Ивановичу Севастьянову с успешным завершением более двухмесячной космической экспедиции и возвращением на Землю. |
| 25 сентября | На новом спутнике-фоторазведчике "Космос-758"вышла из строя тормозная двигательная установка, что сделало невозможным его возвращение на Землю. С помощью системы аварийного подрыва спутник уничтожен на орбите. |
| 15 октября  | Осуществлена коррекция траектории полета советской автоматической межпланетной станции «Венера-9». |
| 18 октября  | Осуществлена коррекция траектории полета советской автоматической межпланетной станции «Венера-10». |
| 20 октября  | От советской автоматической межпланетной станции «Венера-9» произведено отделение спускаемого аппарата. |
| 22 октября  | Орбитальный отсек автоматической межпланетной станции «Венера-9» выведен на орбиту вокруг Венеры. |
| 22 октября  | В 03:58 спускаемый аппарат автоматической межпланетной станции «Венера- 9» вошел в атмосферу планеты Венера. После аэродинамического торможения в атмосфере на высоте около 65 километров произошел отстрел крышки парашютного отсека с одновременным вводом в действие вытяжного парашюта и парашюта увода верхней части теплозащитного корпуса СА. Затем раскрылся тормозной парашют, включился радиокомплекс и началась передача на Землю научной и служебной информации. Через 15 секунд после этого в действие был введен основной парашют и в 05:13:07 СА совершил мягкую посадку на поверхности Венеры. Через две минуты после посадки началась передача на Землю телевизионной панорамы. Информация с борта станции поступала в течение 53 минут. |
| 23 октября  | От советской автоматической межпланетной станции «Венера-10» произведено отделение спускаемого аппарата. |
| 25 октября  | Орбитальный отсек автоматической межпланетной станции «Венера-10» выведен на орбиту вокруг Венеры. |
| 25 октября  | В 04:00 спускаемый аппарат советской автоматической межпланетной станции «Венера-10» вошел в атмосферу планеты Венера. После аэродинамического торможения в атмосфере на высоте около 65 километров произошел отстрел крышки парашютного отсека с одновременным вводом в действие вытяжного парашюта и парашюта увода верхней части теплозащитного корпуса СА. Затем раскрылся тормозной парашют, включился радиокомплекс и началась передача на Землю научной и служебной информации. Через 15 секунд после этого в действие был введен основной парашют. В 05:17:06 UTC СА совершил мягкую посадку на поверхность Венеры. Через две минуты после посадки началась передача на Землю телевизионной панорамы. Информация с борта станции поступала в течение 65 минут. |
| 26 октября  | Опубликовано поздравление Генерального секретаря ЦК КПСС Леонида Ильича Брежнева, Председателя Президиума Верховного Совета СССР Николая Викторовича Подгорного и Председателя Совета Министров СССР Алексея Николаевича Косыгина всем коллективам, принимавшим участие в создании и запуске автоматических межпланетных станций «Венера-9» и «Венера-10». |
| 19 ноября   | Осуществлена автоматическая стыковка беспилотного космического корабля «Союз- 20» и орбитальной станции «Салют-4». |
| 15 декабря  | На территории СССР совершил посадку спускаемый аппарат спутника для биологических исследований «Космос-782» («Бион»). На Землю возвращены биологические объекты. В обработке экспериментального биологического материала приняли участие специалисты СССР, Венгрии, Румынии, Польши, Чехословакии, США и Франции. |